# Eduard Schensnovich
Eduard Nikolaievich Schensnovich (Эдуа́рд Николаевич Щенсно́вич; Arcangel, 6 de janeiro de 1853 – São Petersburgo, 3 de janeiro de 1911) foi um Almirante russo de origem polonesa. Em 1867, Schensnovich entrou no serviço militar. Na Guerra Russo-Turca atuou como especialista em minas aquáticas. Nos anos seguintes, continuou se aperfeiçoando em minas, representando a Rússia na Exposição Universal em Paris, estudou na França e na Inglaterra sobre o desenvolvimento de minas, também escreceu artigos sobre o assunto.
Em 1898, foi enviado para a Filadélfia, onde supervisionou a construção do encouraçado Retvizan. Na Batalha de Port Arthur, o seu navio o Retvizan foi atingido por torpedos japoneses, felizmente o navio conseguiu ser reparado. Na Batalha do Mar Amarelo em 1904, Schensnovich e o Retvizan entraram na linha de tiro japonesa para salvar o Tsesarevich de ser destruído foi quando Schensnovich foi atingido no abdômen por estilhaços, ele conseguiu sobreviver, mas também nunca se recuperou da lesão. Em 2 de janeiro de 1905, Schensnovich assinou a rendição da Marinha Russa após a queda de Port Arthur. Quando retornou à Rússia, após a Guerra Russo-Japonesa, foi promovido a Almirante em 1905. Em 1906, assumiu o comando de desenvolver todos os aspectos da guerra submarina. A sua saúde piorou até ele falecer em 3 de janeiro de 1911, em São Petersburgo.